# ヨーゼフ・ゴットリープ・ケールロイター
ヨーゼフ・ゴットリーブ・ケールロイター（Joseph Gottlieb Kölreuter、1733年4月27日 - 1806年11月11日）はドイツの植物学者。メンデル以前の遺伝学の先駆的研究者で、花は植物の生殖器官であり、受精によって種子が生ずること、雑種は両親の中間的性質を示すことなどを説いた。
ベルリン大学、ライプツィヒ大学、シュトラスブルク大学、テュービンゲン大学で植物学と医学を学び、1755年にテュービンゲン大学で医学の学位を得た。1764年からカルルスルーエ植物園の博物学教授となり、カメラリウスの研究を受け継ぐ。植物の有性生殖について研究し、広範囲にわたる交雑実験を行った。